# 伍德沃德 (艾奥瓦州)
伍德沃德（英語：Woodward）是美国艾奥瓦州达拉斯县的一座城市。最早曾定名为科尔顿，但因其他城镇已经使用了该名称而改为伍德沃德。城市于1883年8月注册成立，市议会于同年12月18日举行了第一次会议。城市坐标为41°51′19″N 93°55′23″W / 41.85528°N 93.92306°W。根据美国人口调查局的数据，城市总面积为2.46平方英里（6.37平方），且全为陆地。
2010年美国人口普查显示，该地共有1,024位居民，455户，274个家庭，人口密度为416.3名居民每平方英里（160.7名居民每平方）；种族构成中，95.3%为白人，1.1%为非裔美国人，0.6%为土著，0.9%为亚裔，0.1%来自于其他种族，2.1%为两个或以上种族混血；全市居民年龄中位数为40.4岁，男女性别比例分别为47.4%为52.6%。